# Megalastrum abundans
Megalastrum abundans là một loài thực vật có mạch trong họ Dryopteridaceae. Loài này được (Rosenst.) A.R. Sm. & R.C. Moran miêu tả khoa học đầu tiên năm 1987.